# 福岡ひびき信用金庫
福岡ひびき信用金庫（ふくおかひびきしんようきんこ）は、福岡県北九州市八幡東区に本店を置く信用金庫。
福岡県一円及び山口県下関市・大分県中津市を営業エリアとする。
通称・略称をひびしんとしている。

## 概要
当時九州の信用金庫で預金量第1位であった北九州八幡信用金庫（本店・北九州市八幡東区）と若松信用金庫（本店・北九州市若松区）が、2001年（平成13年）に対等合併して発足。旧八幡信金本店を本店としている。
2003年（平成15年）に地域の信金再編も目的とし、新北九州信用金庫（本店・北九州市小倉北区）・門司信用金庫（本店・北九州市門司区）・直方信用金庫（本店・直方市）・築上信用金庫（本店・豊前市）と再度合併し、2007年には福岡市に福岡支店を開設した。
炭鉱の閉鎖や製鉄所の縮小など、苦しい時代の地域を支えてきた金融機関である。
2011年には、庫内に「企業コンサルティング部」を新設し、中小企業の相談を受け、ビジネスマッチングや事業再生などの改善計画作りに取り組むとしているほか、2012年に竣工した八幡西区岸の浦2丁目の黒崎文化ホールのネーミングライツを取得して「黒崎ひびしんホール」の名称をつけ、さらに2014年には県下全8信用金庫と共同で融資商品を発売するなど、北九州銀行が設立され、競合の激化する北九州地区において存在感を示すため努力している。
2014年現在、西日本シティ銀行・北九州銀行とともに、北九州市の指定代理金融機関を受託する。翌年4月から同市における指定金融機関の見直しによって、4年間は西日本シティ銀行・北九州銀行の2行が指定金融機関の輪番に加わるため、当庫のみが指定代理金融機関となる。
ATMでは、しんきんATMゼロネットサービスによる入出金と福岡銀行のカードによる出金の手数料は自信金扱いとなる。

## 本店
八幡駅前の本店（旧北九州八幡信用金庫本店）は1971年完成で村野藤吾による設計である。上から見ると屏風のような形で重厚な茶色の色調の建物である。
2003年に5信金が合併したが、本店としては手狭であり、旧新北九州信金本店（小倉北区）に本店機能の一部を置いている。そのため、業務効率化の上で問題があり、本店の移転・立て直しの可能性が検討されていた。2021年、隣接する市有地を取得、増築した建物とつなぐことで、本社機能の集約および建物の保存が決定した。

## 歴史

### 沿革
- 1924年（大正13年）1月15日 有限責任信用組合八幡庶民金庫を設立。
- 1926年（大正15年）7月 有限責任八幡信用組合を設立。
- 1943年（昭和18年）10月 信用組合八幡庶民金庫と八幡信用組合を合併し、八幡庶民信用組合となる。
- 1945年（昭和20年）6月 八幡市信用組合と改称する。
- 1951年（昭和26年）10月 信用金庫法に基づき、八幡市信用金庫となる。
- 1963年（昭和38年）6月 八幡市ほか5市が合併して北九州市となったことに伴い、北九州八幡信用金庫（略称：はっしん）と改称。
- 2001年（平成13年）11月12日 若松信用金庫と合併、同時に商号を「福岡ひびき信用金庫」と改称。
- 2002年（平成14年）
  - 9月6日 直方信用金庫との合併基本協定書に調印。
  - 11月1日 新北九州、門司、築上、直方信用金庫との合併基本協定書に調印。
- 2003年（平成15年）
  - 9月16日 事務センター発足（所在地・新北九州信金本店）。
  - 10月20日 新北九州、門司、築上、直方信用金庫と合併。同時に通谷支店を中間支店、若松営業部を若松支店と改称。
- 2006年（平成18年）11月 合併3周年を記念して金利3倍定期預金を発売。
- 2014年（平成26年）2月 創立90周年・5金庫合併10周年記念式典を開催。

### 店舗網再編
業務効率化の為、店舗網再編が行われている。
- 2003年（平成15年）2月17日
  - 栄盛川町支店を若松営業部のサテライト店化
- 2004年（平成16年）2月16日
  - 春の町支店→本店営業部
  - 陣山支店→黒崎支店
  - 大井戸町支店→若松支店
  - 浅川支店→高須支店のサテライト店化
- 2004年（平成16年）11月15日
  - 葛葉支店→門司港支店
  - 藤松支店→原町支店
  - 荒生田支店が新築開業。
- 2005年（平成17年）1月24日
  - 小倉支店移転（旧若松信金小倉支店→小倉駅南口平和通り・小倉駅前交差点の旧三井住友銀行小倉支店）
- 2005年（平成17年）2月7日
  - 昭和町支店・大蔵支店を荒生田支店のサテライト店化
  - 近衛橋支店を苅田支店のサテライト店化
  - 八屋支店を豊前支店のサテライト店化
- 2005年（平成17年）2月14日
  - 室町支店・富野支店・宇佐町支店→小倉支店
- 2005年（平成17年）10月24日
  - 三六支店→浅生支店
  - 中井支店→中原支店
  - 田野浦支店→門司港支店
  - 植木支店→木屋瀬支店
- 2006年（平成18年）1月16日
  - 浜町支店→若松支店
  - 真鶴支店→到津支店
  - になた支店→北方支店
- 2006年（平成18年）4月24日
  - 大里支店移転
- 2006年（平成18年）10月16日
  - 近衛橋支店→苅田支店
  - 小森江支店・大里東支店→大里支店
  - 八屋支店→豊前支店（跡地にATMコーナー設置）
- 2006年（平成18年）10月23日
  - 王子支店→頓野支店
  - 浅川支店→高須支店（跡地にATMコーナー設置）
- 2007年（平成19年）2月5日
  - 福岡支店開設（福岡市博多区の大博通り沿い）
- 2007年（平成19年）10月22日
  - 昭和町支店→荒生田支店
  - 栄盛川町支店→若松支店
  - 城野支店→三萩野支店
- 2008年（平成20年）10月27日
  - 本城東支店→本城支店
  - 三毛門支店→豊前支店
- 2009年（平成21年）10月19日
  - 木町支店→三萩野支店
  - 沼支店→曽根支店
  - 小竹支店→直方支店